# La Bénisson-Dieu
La Bénisson-Dieu település Franciaországban, Loire megyében. Lakosainak száma 425 fő (2022. január 1.). La Bénisson-Dieu Melay, Briennon és Noailly községekkel határos.

## Népesség
A település népességének változása:
| Lakosok száma | 369  | 402  | 391  | 444  | 432  | 417  | 418  | 424  | 423  | 425  |
|               | 1968 | 1982 | 1990 | 2006 | 2013 | 2015 | 2017 | 2019 | 2020 | 2022 |